# Pseudoeriosema longipes
Pseudoeriosema longipes är en ärtväxtart som först beskrevs av Hermann August Theodor Harms, och fick sitt nu gällande namn av Lucien Leon Hauman. Pseudoeriosema longipes ingår i släktet Pseudoeriosema och familjen ärtväxter. Inga underarter finns listade i Catalogue of Life.